# هوفدوروب
هوفدوروب (تنطق بالهولندية: [ˈɦoːvdɔrp]; معناها الحرفي القرية الرئيسية) هي بلدة رئيسية في بلدية هارلمرمير بمقاطعة شمال-هولندا في هولندا. في 2009، بلغ عدد السكان حوالي 73,000 نسمة. تم تأسيس البلدة عام 1853، بعد تجفيف هارلمرمير مباشرةً.

## أعلام
- كيفين فان فيك
- نيك دي جونغ
- فاني بلانكيرس كوين
- جيفري كيت
- سيدميل هاريس
- بول جليدون